# Nazionale femminile di calcio della Giamaica
La nazionale di calcio femminile della Giamaica è la selezione maggiore femminile di calcio che rappresenta la Giamaica nelle varie competizioni ufficiali o amichevoli riservate a squadre nazionali, ed è gestita della locale federazione calcistica (JFF).
In base alla classifica emessa dalla FIFA il 15 marzo 2024, la nazionale femminile occupa il 42º posto del FIFA/Coca-Cola Women's World Ranking.
Come membro della CONCACAF partecipa a vari tornei di calcio internazionali, come al Campionato mondiale FIFA, CONCACAF Women's Championship, ai Giochi olimpici estivi e ai tornei ad invito come l'Algarve Cup o la Cyprus Cup.

## Storia
La nazionale giamaicana giocò la sua prima partita il 17 aprile 1991 a Port-au-Prince, contro le padrone di casa di Haiti, nella prima edizione del CONCACAF Women's Championship, perdendo per 1-0. Nell'occasione concluse il girone con 3 sconfitte, perdendo anche contro Canada e Costa Rica.
Nel 2006 raggiunse le semifinali della CONCACAF Women's Gold Cup, venendo eliminata dal Canada, non riuscendo ad agguantare il posto al playoff per il Mondiale 2007 in Cina a causa della sconfitta nella finale per il 3º posto con il Messico.
Nel 2010, a causa della mancanza di fondi, la federazione giamaicana sospese le attività della nazionale, che rimase inattiva per oltre 3 anni.
Nel 2014 Cedella Marley, figlia di Bob, venne nominata ambasciatrice della squadra, che ebbe bisogno di campagne di raccolta fondi per preparare la CONCACAF Women's Championship 2014.
Il 17 ottobre 2018, con la vittoria per 4-2 d.c.r su Panama le Reggae Girlz, si sono guadagnate il 3º posto al CONCACAF Women's Championship 2018, ma soprattutto la qualificazione diretta al Mondiale 2019 in Francia, la prima di sempre.
Inserita nel gruppo C con Australia, Brasile e Italia, perde tutti i tre incontri della fase a gironi, subendo complessivamente 12 reti e segnandone una, nell'ultima del gruppo con l'Australia, dove al 49' Havana Solaun porta sul 2-1 la partita poi terminata 4-1. Solaun diventa di conseguenza la prima giamaicana a siglare una rete a un Mondiale.
In seguito al terzo posto conseguito nel CONCACAF Women's Championship 2022, le giamaicane si qualificano (per la seconda volta consecutiva) al Mondiale 2023, dove sono inserite nel girone insieme a Francia, Panama e Brasile. 
Nella prima partita, contro la Francia, le caraibiche ottengono un pareggio per 0-0. Nell'incontro successivo, contro Panama, un gol di Allyson Swaby al 56' regala alla Giamaica la prima vittoria in una fase finale di un Mondiale. Nell'ultimo incontro, le giamaicane ottengono ancora un insperato 0-0 contro le campionesse olimpiche in carica del Brasile, eliminandole, e si qualificano sorprendentemente agli ottavi di finale, terminando al secondo posto nel girone. Negli ottavi vengono eliminate dalla Colombia, dopo una sconfitta di misura per 0-1.  

## Partecipazione ai tornei internazionali
Legenda: Grassetto: Risultato migliore, Corsivo: Mancate partecipazioni

## Statistiche dettagliate sui tornei internazionali

### Campionato mondiale
| Anno | Luogo                     | Piazzamento      | V | N | P | Reti |
| ---- | ------------------------- | ---------------- | - | - | - | ---- |
| 1991 | Cina                      | Non qualificata  | - | - | - | -    |
| 1995 | Svezia                    | Non qualificata  | - | - | - | -    |
| 1999 | Stati Uniti               | Non partecipante | - | - | - | -    |
| 2003 | Stati Uniti               | Non qualificata  | - | - | - | -    |
| 2007 | Cina                      | Non qualificata  | - | - | - | -    |
| 2011 | Germania                  | Non partecipante | - | - | - | -    |
| 2015 | Canada                    | Non qualificata  | - | - | - | -    |
| 2019 | Francia                   | Primo turno      | 0 | 0 | 3 | 1:12 |
| 2023 | Australia / Nuova Zelanda | Ottavi di finale | 1 | 2 | 1 | 1:1  |

### CONCACAF Women's Championship
| Anno | Luogo                | Piazzamento      | V | N | P | Reti  |
| ---- | -------------------- | ---------------- | - | - | - | ----- |
| 1991 | Haiti                | Primo turno      | 0 | 0 | 3 | 1:12  |
| 1993 | Stati Uniti          | Non partecipante | - | - | - | -     |
| 1994 | Canada               | Quinto posto     | 0 | 0 | 3 | 2:22  |
| 1998 | Canada               | Non partecipante | - | - | - | -     |
| 2000 | Stati Uniti          | Non partecipante | - | - | - | -     |
| 2002 | Canada / Stati Uniti | Primo turno      | 0 | 0 | 3 | 1:13  |
| 2006 | Stati Uniti          | Quarto posto     | 1 | 0 | 2 | 2:7   |
| 2010 | Messico              | Non partecipante | - | - | - | -     |
| 2014 | Stati Uniti          | Primo turno      | 1 | 0 | 2 | 8:5   |
| 2018 | Stati Uniti          | Terzo posto      | 2 | 1 | 2 | 12:10 |
| 2022 | Messico              | Terzo posto      | 3 | 0 | 2 | 6:8   |

## Tutte le rose

### Campionato mondiale
Coppa del Mondo FIFA 20191 Schneider, 2 Silver, 3 Hudson-Marks, 4 C. Swaby, 5 Plummer, 6 Solaun, 7 Asher, 8 Shim, 9 Sweatman, 10 Brown, 11 Shaw, 12 Campbell, 13 McClure, 14 Blackwood, 15 Cameron, 16 Bond-Flasza, 17 A. Swaby, 18 Carter, 19 Patterson, 20 Matthews, 21 Adamolekun, 22 Grey, 23 Jamieson, CT: Menzies
Coppa del Mondo FIFA 20231 Schneider, 2 Washington, 3 Sampson, 4 C. Swaby, 5 Plummer, 6 Solaun, 7 McNamara, 8 Spence, 9 Simmonds, 10 Brown, 11 Shaw, 12 Van Zanten, 13 Spencer, 14 Blackwood, 15 Cameron, 16 Bailey-Gayle, 17 A. Swaby, 18 Carter, 19 Wiltshire, 20 Primus, 21 Matthews, 22 McKenna, 23 Brooks, CT: Donaldson

### CONCACAF Women's Championship
CONCACAF Women's Championship 20181 Schneider, 2 Silver, 3 Foster, 4 C. Swaby, 5 Plummer, 6 Chang, 7 Asher, 8 Shim, 9 Sweatman, 10 Brown, 11 Shaw, 12 Campbell, 13 McClure, 14 Blackwood, 15 Matthews, 16 Bond-Flasza, 17 A. Swaby, 18 Carter, 19 Patterson, 20 Washington, CT: Menzies
CONCACAF Women's Championship 20221 Schneider, 2 Murray, 3 Sampson, 4 C. Swaby, 5 Bailey, 6 Solaun, 7 Asher, 8 McCoy, 9 Spence, 10 Brown, 11 Shaw, 12 Hylton-Pelaia, 13 Spencer, 14 Blackwood, 15 Van Zanten, 16 Bailey-Gayle, 17 A. Swaby, 18 Carter, 19 Wiltshire, 20 Primus, 21 Adamolekun, 22 Grey, 23 Jamieson, CT: Donaldson

## Rosa attuale
Lista delle 23 giocatrici convocate dal selezionatore Lorne Donaldson per il campionato mondiale 2023 in programma dal 20 luglio al 20 agosto 2023. Presenze e reti al momento delle convocazioni.
| N. | Pos. | Giocatore          | Data nascita (età)         | Pres. | Reti | Squadra                   |
| -- | ---- | ------------------ | -------------------------- | ----- | ---- | ------------------------- |
| 1  | P    | Sydney Schneider   | 31 agosto 1999 (23 anni)   |       |      | Sparta Praga              |
| 2  | C    | Solai Washington   | 1º luglio 2005 (18 anni)   |       |      | Concorde Fire SC          |
| 3  | D    | Vyan Sampson       | 2 luglio 1996 (27 anni)    |       |      | Hearts                    |
| 4  | D    | Chantelle Swaby    | 6 agosto 1998 (24 anni)    |       |      | Fleury                    |
| 5  | D    | Konya Plummer      | 2 agosto 1997 (25 anni)    |       |      | Svincolata                |
| 6  | C    | Havana Solaun      | 23 marzo 1993 (30 anni)    |       |      | Houston Dash              |
| 7  | C    | Peyton McNamara    | 22 febbraio 2002 (21 anni) |       |      | Ohio State Buckeyes       |
| 8  | C    | Drew Spence        | 23 ottobre 1992 (30 anni)  |       |      | Tottenham                 |
| 9  | A    | Kameron Simmonds   | 6 dicembre 2003 (19 anni)  |       |      | Tennessee Vols            |
| 10 | A    | Jody Brown         | 16 aprile 2002 (21 anni)   |       |      | FSU Seminoles             |
| 11 | A    | Khadija Shaw       | 31 gennaio 1997 (26 anni)  |       |      | Manchester City           |
| 12 | A    | Kiki Van Zanten    | 25 agosto 2001 (21 anni)   |       |      | Notre Dame Fighting Irish |
| 13 | P    | Rebecca Spencer    | 22 febbraio 1991 (32 anni) |       |      | Tottenham                 |
| 14 | D    | Deneisha Blackwood | 7 marzo 1997 (26 anni)     |       |      | Issy                      |
| 15 | A    | Tiffany Cameron    | 16 ottobre 1991 (31 anni)  |       |      | Betis                     |
| 16 | A    | Paige Bailey-Gayle | 12 novembre 2001 (21 anni) |       |      | Crystal Palace            |
| 17 | D    | Allyson Swaby      | 3 ottobre 1996 (26 anni)   |       |      | Paris Saint-Germain       |
| 18 | C    | Trudi Carter       | 18 novembre 1994 (28 anni) |       |      | Levante Badalona          |
| 19 | D    | Tiernny Wiltshire  | 8 maggio 1998 (25 anni)    |       |      | Houston Dash              |
| 20 | C    | Atlanta Primus     | 21 aprile 1997 (26 anni)   |       |      | London City Lionesses     |
| 21 | A    | Cheyna Matthews    | 10 novembre 1993 (29 anni) |       |      | Chicago Stars             |
| 22 | A    | Kayla McKenna      | 3 settembre 1996 (26 anni) |       |      | Rangers                   |
| 23 | P    | Liya Brooks        | 17 maggio 2005 (18 anni)   |       |      | Washington State Cougars  |

## Staff
Lo staff della nazionale si compone dal commissario tecnico, che allena, convoca e schiera in campo le atlete ed è assistito da un assistente allenatore. Ad aiutare gli allenatori, ci sono il preparatore atletico, il preparatore dei portieri, il capo delegazione, il segretario, i medici, i massofisioterapisti e gli osservatori, che assistono ai match degli avversari.

### Staff tecnico
- Commissario tecnico: Hue Menzies
- Assistenti allenatori : Lorne Donaldson e Andrew Price
- Preparatore dei portieri: Hubert Busby Jr.
- Preparatori atletici: Jason Henry e  Will Hitzelberger
- Medico: Lori-Ann Miller
- Fisioterapista: Saundria Codling
- Magazziniere: Omar Folkes
- Capo delegazione: Sheridan Samuels